# Emmanuel Andújar
Emmanuel Andújar Ortiz (New York, 27 gennaio 1992) è un cestista statunitense con cittadinanza portoricana.

## Carriera
Con Porto Rico ha disputato i Campionati americani del 2017.